# 金渠镇
金渠镇，是中华人民共和国陕西省宝鸡市眉县下辖的一个乡镇级行政单位。

## 行政区划
金渠镇下辖以下地区：
金渠村、第二坡村、年家庄村、红星村、宁渠村、教坊村、河底村、蔡家崖村、田家寨村、范家寨村、枣林村和八寨村。